# Louis Koeltz
Louis Marie Koeltz, né le 30 septembre 1884 à Besançon et mort le 27 mai 1970 à Paris, est un général français de la Seconde Guerre mondiale, ainsi qu'un historien militaire.

## Début de carrière
D'origine alsacienne, Louis Koeltz est né à Besançon car son père, brigadier de gendarmerie, a fait le choix de quitter l'Alsace-Lorraine devenue allemande en 1871. Louis fait le choix de la nationalité française en 1903, à 18 ans.
Il intègre l'école de Saint-Cyr en octobre 1903, en sortant le 20 août 1905, deuxième de sa promotion. Il est affecté le 1er octobre 1905 au 1er régiment de tirailleurs algériens, avec le grade de sous-lieutenant. Lieutenant en 1907, il passe au 142e régiment d'infanterie le 24 juillet 1910.
Le 2 novembre 1912, il rentre à l'École supérieure de Guerre, d'où il sort breveté d'état-major. Le 23 septembre 1913, il devient lieutenant au 51e régiment d'infanterie.

## Première Guerre mondiale
Lors de la mobilisation française de 1914, le lieutenant Louis Koeltz est affecté à l'état-major de la 130e brigade d'infanterie de Marseille. En novembre 1914, il passe à l'état-major de la 4e division, avant de revenir le 25 décembre à celui de la 130e brigade avec le grade de capitaine.
Le 11 juillet 1915, Louis Koeltz passe à l'état-major de la 4e division, puis le 28 avril 1916 il devient chef du deuxième bureau du 3e corps. Le 3 décembre 1917, il est affecté au deuxième bureau du GQG, à la section allemande.

## Entre-deux-guerres
Toujours au deuxième bureau de l'état-major de l'Armée, Louis Koeltz se spécialise dans la traduction d'ouvrages de l'allemand au français. Il passe chef de bataillon le 24 juin 1922, puis quitte l'état-major pour le 170e régiment d'infanterie à Kehl du 21 octobre 1924 au 7 novembre 1926, avant de revenir à l'état-major de l'Armée.
Le 20 janvier 1930, il est envoyé à Berlin comme attaché militaire, passant au grade de lieutenant-colonel le 25 mars. Le 25 septembre, il est de retour à l'état-major de l'Armée, comme sous-chef du deuxième bureau, devenant chef du bureau le 19 septembre 1932, puis colonel le 19 septembre 1932.
Le 21 décembre 1934, il obtient le commandement du 6e régiment de tirailleurs marocains. Le 19 juin 1937, il passe général de brigade et suit les cours du Centre des hautes études militaires jusqu'en 1938. Le 10 mars 1939, il intègre l'état-major du Conseil supérieur de la guerre.

## Seconde Guerre mondiale
Lors de la mobilisation française de 1939, Louis Koeltz est affecté à la 8e armée du général Garchery, comme chef d'état-major. Le 18 octobre 1939, il devient aide-major général au Grand quartier général (GQG), affecté aux théâtres d'opérations extérieurs. Le 28 mars 1940, il participe à la sixième réunion du Conseil suprême interallié à Londres aux côtés du général Gamelin, chef (généralissime) des armées et le 14 mai 1940, il remplace celui-ci absent lors du Comité de guerre à l'Élysée. Le 27 mai, le général Weygand, nouveau chef des armées, l'envoie en mission dans le Nord, isolé par l'offensive allemande, auprès des états-majors belge et britannique, rencontrant le général belge Van Overstraeten) et lord Gort. Le 28 il est de retour à Paris, en passant par Dunkerque, Douvres et Londres. Le 19, il est avec le GQG à La Bourboule, avant de le suivre jusqu'à Bordeaux. Le 22 juin, il est en mission à Alger auprès du général Noguès ; de retour à Bordeaux le 23.
Le 26 juin, il est nommé à la tête de la Direction des services de l'Armistice ; de l'été 1940 à 1941, Koeltz est à Vichy. Il passe général de corps d'armée le 20 mai 1941. Le 15 septembre 1941, il est nommé commandant de la 19e région militaire à Alger, au sein des forces françaises d'Afrique du Nord commandées par le général Juin. Le 8 novembre 1942, alors que les forces américaines débarquent en Afrique du Nord, Koeltz, qui refuse de rejoindre les Alliés, est mis aux arrêts pendant la nuit par le colonel Jousse, le chef du 3e bureau de son état-major. Il est libéré après quelques heures, pour participer dans la soirée aux négociations franco-américaines : le cessez-le-feu est signé le 10 novembre à 10 h.
Le 16 novembre 1942, Koeltz prend le commandement du « détachement armé de l'Est » (DAE) chargé d'assurer la couverture vis-à-vis de l'avancée allemande en Tunisie. Le 20, il est à Constantine. Le 24, le DAE devient le 19e corps d'armée, sous les ordres du « détachement d'armée française » (DAF) commandé par le général Juin, engagé dans la campagne de Tunisie. En février 1943, le DAF est dissous, les troupes françaises passant sous le commandement du général Anderson de la 1re armée britannique. La campagne se termine par l'offensive de mai 1943, le corps faisant 31 000 prisonniers italiens et allemands. Le 30 septembre, Koeltz passe au cadre de réserve. Le 18 novembre 1944, il est nommé chef de la mission militaire pour les affaires allemandes et sera ensuite à la disposition du commandant en chef français en Allemagne.

## Après-guerre
Le 24 juillet 1945, il fait partie de l'administration de la zone d'occupation française en Allemagne. Il est le représentant du gouvernement français au sein du Conseil de contrôle allié de Berlin, ainsi qu'adjoint du commandant en chef des forces françaises en Allemagne. Il prend sa retraite le 15 mars 1946 et va alors publier trois ouvrages d'histoire militaire.
Il meurt à son domicile parisien le 27 mai 1970 à 86 ans et est inhumé à Essey-les-Nancy.